# یورگن تونکل
یورگن تونکل (انگلیسی: Jürgen Tonkel؛ زادهٔ ۲۰ مهٔ ۱۹۶۲) یک هنرپیشه اهل آلمان است.
از فیلم‌ها یا برنامه‌های تلویزیونی که وی در آن نقش داشته است می‌توان به سقوط اشاره کرد.